# ASアデマ 149-0 SOレミルヌ
この項では、2002年10月31日に行われたマダガスカル・サッカーリーグのASアデマ対SOレミルヌの試合について述べる。この試合はASアデマが149-0で勝利し、ギネス世界記録によってサッカーにおける 最大得点差の試合と認められた。

## 背景
マダガスカル・サッカーリーグ（THBチャンピオンズリーグ）はグループリーグを勝ち抜いたクラブが決勝ラウンドに進み、決勝ラウンドに進んだ4クラブの総当たり戦でリーグ王者が決められる。2002年シーズンはASアデマ(AS Adema)、SOレミルヌ(SO l'Emyrne)、USアンボヒドラトリモ(US Ambohidratrimo)、DSAアンタナナリボ(DSA Antananarivo)の4クラブが決勝ラウンドに駒を進め、ASアデマの本拠地であるアンタナナリボ市立マハマシナ・スタジアムで11日間に渡って集中開催方式による試合が行われた。前年の2001年シーズンはSOレミルヌが初優勝を飾っており、2002年シーズンにはSOレミルヌは2連覇を、ASアデマは初優勝を目指していたが、決勝ラウンドの第2節でSOレミルヌがDSAアンタナナリボに2-2で引き分けたことでASアデマが初優勝を決めていた。この試合で主審の、ベンジャミンナ・ラザフィントサラマは試合終盤に極めて議論の余地のあるPKの判定を下しており、PKで失点して引き分けに終わったSOレミルヌは優勝の望みが潰えた。
第3節（最終節）は消化試合であったが、ASアデマとSOレミルヌはともにマダガスカルの首都アンタナナリボに本拠地を置いており、ローカルダービーという性格もあった。なお、SOレミルヌはこの年のCAFチャンピオンズリーグに出場し、予選予備選と予選1回戦を勝ち抜いたが、予選2回戦で敗れて本選グループリーグ出場はならなかった。SOレミルヌはASアデマ戦以前にも、判定への抗議の意味で故意のオウンゴールを決めたことがあった。

## 試合詳細
Ratsimandresy Ratsarazaka監督がスタンドから指示を出し、試合開始からオウンゴールの連発による抗議活動が行われた。SOレミルヌの選手たちはキックオフとなる度に149度も自陣ゴールにボールを蹴り込み、一方的な試合になったわけであるが、ASアデマの選手たちは棒立ちのまま困惑した表情でそれを見つめ、相手選手の自己破壊行為を止めようとしなかった。この試合では観客がチケット代の払い戻しを求めてチケットブースに殺到したとも報道されている。

## 試合後
SOレミルヌはこの大敗によって、2位クラブにも出場権が与えられるCAFチャンピオンズリーグ予選出場権をみすみす逃した。試合後、マダガスカルサッカー協会はSOレミルヌ監督に対して3年間の停職処分と同期間のスタジアム観戦の禁止処分を下し、SOレミルヌのディフェンダーのMamisoa Razafindrakoto、マダガスカル代表キャプテンでありサソリ(Scorpions)の異名を取るSOレミルヌキャプテンのManitranirina Andrianiaina、Nicolas Rakotoarimanana、ゴールキーパーのDominique Rakotonandrasanaの4選手にシーズン終了までの出場停止処分と同期間のスタジアム観戦の禁止処分を下した。両クラブに所属する4選手以外の選手全員には戒告を与え、選手がこれ以上の抗議行動を起こすという脅迫はさらなる処罰に繋がるとした。なお、審判には処罰が与えられていない。

## 最大得点差試合の記録
この試合まで、ギネス世界記録における最大得点差試合の記録は、1885年のスコティッシュ・カップでアーブロースFC (Arbroath FC)がボン・アコードFC(Bon Accord FC)を36-0で下した際の記録（詳細はアーブロースFC 36-0 ボン・アコードFCを参照）であった。なお、イングランドサッカー協会(FA)のデヴィッド・バーバーによれば、第二次世界大戦前にはノッティンガムの市内リーグで50-2というスコアの試合が、オーストリアの地域リーグで43-0というスコアの試合が存在したとされる。
なお日本では、2015年4月18日の高円宮杯U-18サッカーリーグ 都道府県リーグ群馬県リーグ3部の桐生第一高校対ぐんま国際アカデミー高等部戦にてぐんま国際アカデミーが53-0（前半25-0、後半28-0）というスコアで敗北し、これが日本サッカー（公式大会）における最多得点・最大得点差試合となっている。